# Veres József (evangélikus lelkész)
Veres József (Orosháza, 1851. január 2. – Szarvas, 1913. december 11.) evangélikus lelkész, evangélikus főesperes, országgyűlési képviselő, tanár, helytörténész, egyházi író.

## Élete
A gimnáziumot Szarvason végezte, azután a budapesti egyetemen jogot hallgatott, de csakhamar Sopronba ment teológiát tanulni. Tanulmányait Halléban fejezte be 1874-ben. A Vécsey és Zay családoknál volt nevelő, de csak néhány hónapig. 1876-ban a soproni líceumba kapott meghívást a magyar irodalom és latin nyelv tanári székére és ott csakhamar lelkésszé is választották. 1879-ben az orosházi evangélikus gyülekezet választotta lelkészévé. 1884., 1887., 1892., 1901. és 1905-ben az orosházi választókerület országgyűlési képviselővé választotta. 1902-ben a Magyar Protestáns Irodalmi Társaság választmányi tagja, 1912-ben a Magyar Evangélikus Lelkészek Egyesületének első elnöke lett.

## Írásai
Kisebb tanulmányai egyházi, iskolai ügyekről, irodalmi és művelődéstörténeti rajzok és útirajzok sat. megjelentek a következő hirlapokban: Prot. Egyh. és Isk. Lap, Evang. Egyház és Iskola, a békésmegyei tört. egylet Évkönyve, Budapesti Hirlap, Keresztényi Magyarország, Orosháza, Orosháza és Vidéke, Orosházi Közlöny, Orosházi Ujság; dolgozott a Magyar Nyelvőr számára. Cikkei a Békésvármegyei Évkönyvben (XII. 1887. Egyetmást Orosházáról), az Orosházi Ujságban (1890. 4-6. sz. Berzsenyi Dániel mint ódaköltő, 1895. 45., 46. A magyar közmondásokból).

## Munkái
- Orosháza multjáról. Orosháza, 1883. (Balassa Pál, Orosháza rövid története 1844. c. munkáját újra kiadta és a jelenre vonatkozó adatokkal ellátta).
- Hirdesd az igét. Uo. 1883. (Egyházi beszédek).
- Orosháza. Történeti és statisztikai adatok alapján. Uo. 1886. Fénynyom. képekkel.
- A békési ág. hitv. esperesség segélyegyletének alapszabályai. Javaslatképen előterjeszti. Uo. 1887.
- A magyarországi ág. hitv. egyház alkotmánya. A békési esperesség megbízásából javaslatképen. Uo. 1890.
- Az orosházi ev. gyülekezet az 1889-90. számadási évben. Uo. 1890. (Ism. Prot. Egyh. és Isk. Lap 18. sz.).
- Kossuth Lajos. Három beszéd. Uo. 1895.
- Orosháza ünnepe, a község és ág. hitv. ev. gyülekezet alapításának 150 éves emléknapján. Uo. 1895.
- Legnagyobb szeretet. Egyházi beszéd. A magyarhoni ág. hitv. ev. egyetemes és bányakerületi gyámintézet közgyűlése alkalmával Budapesten 1897. okt. 17. Uo. 1898.

Országgyűlési beszédeit egyenként kinyomatta.
Szerkesztette: Az orosházi ág. hitv. ev. gyülekezet templomának százados emlékünnepe 1886. okt. 31. Orosháza, 1887. c. gyűjteményes munkát; mint kiadó-tulajdonos szerkesztette az Evangélikus Egyház és Iskola c. lapot 1904. és 1905-ben a 13. számig.